# Meresanch III.
| mr | s | anx |

| mr | s | anx |

Meresanch III. byla dcerou Hetepheres II. a prince Kawaba, a vnučkou egyptského faraona Chufua ze 4. dynastie. Byla manželkou krále Rachefa.  

## Život
Její rodiče byli sourozenci. Vdala se za faraona Rachefa a porodila mu čtyři syny: Nebemachet, Niuserre, Chenterka a Duaenre a dceru jménem Šepsetkau.
Když zemřela byla Meresanch pohřbena v rozsáhle vyzdobené hrobce, mastabě (G 7530-7540). Nápisy v hrobce uvádějí jak datum její smrti, tak datum jejího pohřbu, který následoval asi 272 dnů po její smrti. Zřejmě zemřela během prvního roku vlády nejmenovaného krále, možná faraona Menkaurea.
Tato hrobka byla původně plánována pro její matku Hetepheres II., která ji místo toho darovala své dceři, což naznačuje, že smrt Meresanch byla náhlá a neočekávaná. Hetepheres II. také poskytla své dceři černý žulový sarkofág zdobený fasádami paláce.
Její hrobku objevil archeolog George Reisner 23. dubna 1927.
Její sarkofág a kostra se dnes nacházejí v Káhirském muzeu. Ten odhaluje, že byla 154 cm vysoká a zemřela mezi 50–55 lety. Antropologická studie naznačovala, že mohla trpět Silent sinus syndromem.
Hrobka také obsahovala soubor prvních známých kanop.  V její hrobce byla nalezena vápencová socha zobrazující královnu Hetepheres II. objímajíc svoji dceru Meresanch III. Dnes se tato socha nachází v Muzeu výtvarného umění v Bostonu.

## Potomci
Mezi děti Meresanch III. a Rachefa patří: 
- Princ Nebemachet, který byl pohřben v mastabě G 8172. V mastabě jsou zmíněni také Duaenre a Niuserre. Stejně jako bratr jménem Anchemre. Nebemachetova žena se jmenovala Nubhotep.
- Prince Duaenre pohřbený v mastabě G 5110, vezír za Menkaurea. Možná otec vezíra Babaefa.
- Princ Kenterka
- Princ Niuserre (A)
- Princ Anchemre
- Princezna Šepsetkau